# Aeroland
Aeroland S.A war ein griechisches Frachtflugunternehmen mit Sitz in Athen. Sie war Mitglied der Karayannis Group of Companies.

## Flotte
Mit Stand Juli 2014 bestand die Flotte der Aeroland zuletzt aus einem Flugzeug:
- 1 Cessna 208B